# Festival de cortometrajes Hayah
El Festival Internacional de Cortometrajes Hayah es un festival de cine internacional que se realiza anualmente en la Ciudad de Panamá, Panamá desde el año 2007 dedicado a premiar cineastas noveles a nivel mundial y local.

## Características

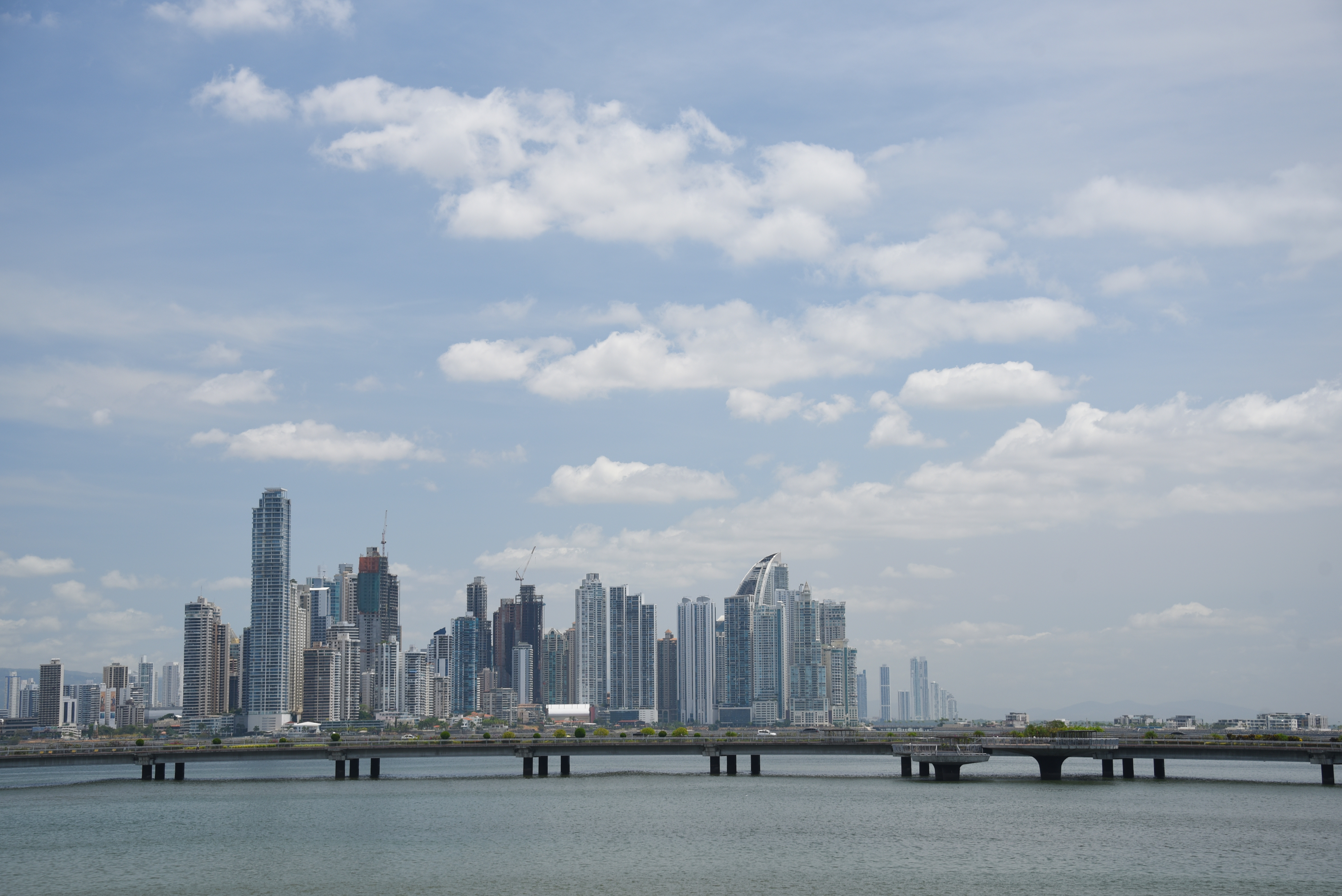
Ciudad de Panamá, sede del festival.

Organizado por la Fundación Casa del Cine, fue fundado en 2007 por la directora panameña Mariel García Spooner, egresada de la Escuela Superior de Cine y Audiovisuales de Cataluña, es el festival más antiguo en la región de Centroamérica dedicado exclusivamente al formato del cortometraje. Su objetivo fundamental es la apreciación, promoción y difusión del cine panameño e internacional, a la vez que contribuye al desarrollo de la producción audiovisual en Panamá.
Adicionalmente a las proyecciones, el festival ofrece talleres, clases maestras y un área de formación profesional conocida bajo el nombre de Panama Film Lab.
En el año 2016 se realizó la décima edición, cambiando su nombre oficial a Hayah Festival Internacional de Cortometrajes de Panamá proyectando funciones en la sala de cine Cinemark del centro comercial Multicentro en la Ciudad de Panamá y en otros cines designados. Por primera vez se abrió la categoría de formato videoclip y se presentó el Premio Mejor Cortometraje Centroamericano.
En 2018, del 24 al 28 de enero se realizó su undécima edición y tuvo como sede el Teatro Gladys Vidal de la Alcaldía de Panamá y las salas de Cinemark en Multicentro, con una selección de más de 100 cortometrajes de 24 países.

### Premios otorgados
- Mejor Cortometraje Nacional
- Mejor Cortometraje Nuevos Directores
- Premio del Público
- Mejor Cortometraje de Ficción
- Mención Especial del Jurado de Ficción
- Mejor Cortometraje de Animación
- Mejor Cortometraje Documental
- Mejor Videoclip
- Mención Especial del Jurado de Videoclips
- Mejor Cortometraje Centroamericano